# Gambetta (stacja metra w Paryżu)
Gambetta – stacja 3 i 3 bis linii metra  w Paryżu. Znajduje się w 20. dzielnicy Paryża. Na linii 3 stacja została otwarta 25 stycznia 1905, a na linii 3 bis – 27 marca 1971.
Zobacz też
- metro w Paryżu